# Masdevallia deceptrix
Masdevallia deceptrix är en orkidéart som beskrevs av Carlyle August Luer och Würstle. Masdevallia deceptrix ingår i släktet Masdevallia och familjen orkidéer.
Artens utbredningsområde är Venezuela. Inga underarter finns listade i Catalogue of Life.